# Маунт-Геброн

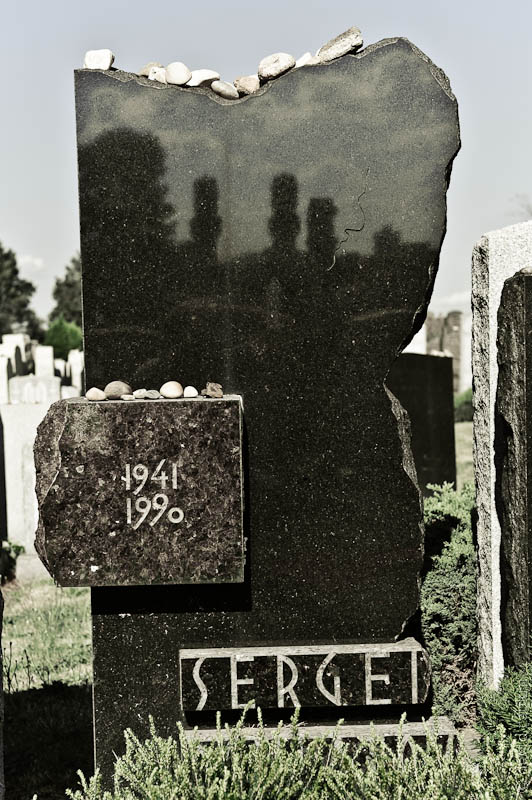
Надгробок Сергія Довлатова

Маунт-Геброн (англ. Mount Hebron) — єврейський цвинтар в передмісті Нью-Йорка Флашинг.

## Історія
Заснований у 1903 році. На сьогодні на цвинтарі налічується понад 180 000 поховань.

## Видатні особистості, що поховані на цвинтарі
- Альфред Ейзенштадт, фотограф і журналіст.
- Сергій Довлатов, письменник
- Борис Томашевський, актор
- Іда Камінська, акторка